# Università della Lorena
L'Università della Lorena (Université de Lorraine) è un'università francese. Ha sede nelle città di Nancy e Metz, nell'ex regione della Lorena (dal 2016 parte del Grand Est).
L'Università della Lorena è nata nel 2012 a seguito della fusione tra l'Università di Metz, l'Università di Nancy I, l'Università di Nancy II e l'Istituto Nazionale Politecnico della Lorena.

## Storia
Sebbene creata ufficialmente solo nel 2012, l'Università della Lorena ha radici storiche ben più antiche: nel 1558 infatti il vescovo di Verdun Nicolas Psaume promosse la creazione di un'università, la prima della Lorena, nella sua città. Il progetto ebbe breve durata, poiché per la mancanza di fondi l'università fu costretta a chiudere nel 1564.
L'idea del vescovo venne però ripresa qualche anno più tardi dal duca Carlo III di Lorena, che insieme al cugino e vescovo di Metz Carlo decise di creare un'università al doppio scopo di evitare che i giovani andassero a studiare nei paesi vicini, e di diffondere i principi del Concilio di Trento, evitando così l'avanzata della riforma protestante. Come sede fu scelta Pont-à-Mousson, tanto per la sua centralità geografica quanto per quella economica. La nascita dell'università fu sancita in maniera definitiva il 5 dicembre 1572 dalla bolla In supereminenti con cui papa Gregorio XIII ne autorizzava la creazione.

## Facoltà
L'università della Lorena comprende nove facoltà:
- Arti, Lettere e Lingue
- Medicina
- Diritto, Economia e Amministrazione
- Scienze e Tecnologie
- Ingegneria
- Scienze umane e sociali
- Gestione dell'innovazione
- Tecnologie
- Formazione